# Île de Peng Chau
L'île de Peng Chau (en chinois 坪洲) est une île de l'archipel de Hong Kong. Elle est située à proximité de l'île de Lantau en face de Discovery Bay. Sa population est de 6357 habitants en 2006.

## Mode de vie
La population de l'île compte de nombreux pêcheurs. Elle offre la vision de d'une communauté côtière traditionnelle.
Les rues y sont étroites et les boutiques de petites tailles. Il n'y a pas de voitures sur Peng Chau, seulement quelques véhicules destinés aux services de secours et d'urgence. Les habitants s'y déplacent à bicyclette.

## Tourisme
De nombreux temples sont construits sur l'île.
Parmi les curiosités, l'ambulance de l'île prévue pour passer dans toutes les rues est connue pour être l'une des plus étroites du monde.
Les amateurs de vins et de cuisine française se rendent au Peng Chau food & wine shop, également renommé pour sa fresque à l'entrée du magasin. De nombreux touristes s'y font prendre en photos.

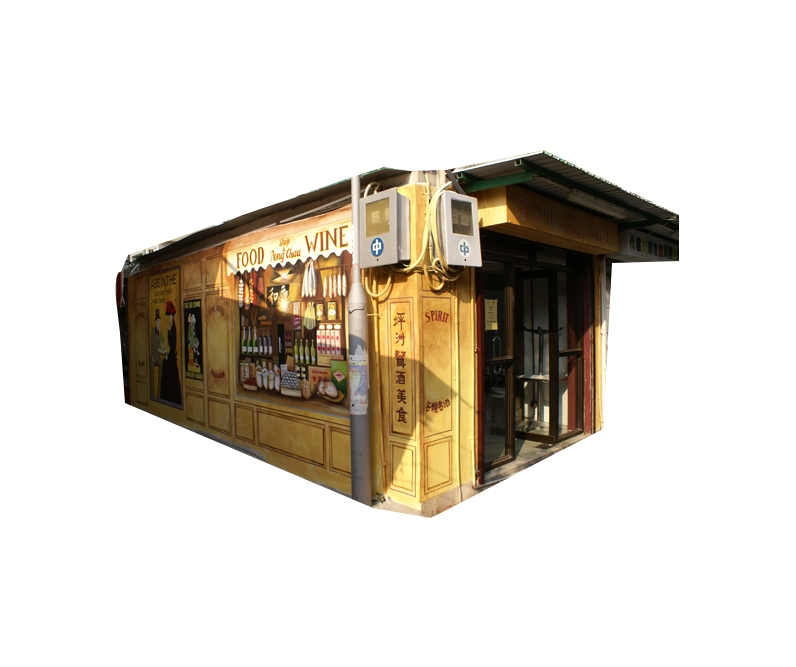
Peng Chau food&wine shop